# Utopia castelnaudii
Utopia castelnaudii är en skalbaggsart som beskrevs av Thomson 1864. Utopia castelnaudii ingår i släktet Utopia och familjen långhorningar. Inga underarter finns listade i Catalogue of Life.